# 大嶋城
大嶋城（おおしまじょう）は、兵庫県相生市那波町にあった日本の城。現在は山頂に神社がある。

## 歴史
もともとは相生湾に浮かぶ島であり、後に赤松氏の家臣である海老名氏が山頂に城を築いたといわれている。後に戦に敗れ焼失したといわれる。